# Andrew Baddeley

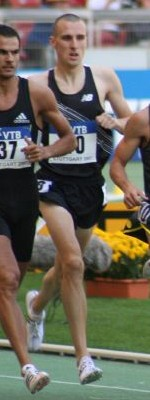
Andrew Baddeley beim Leichtathletik-Weltfinale 2007

Andrew Baddeley (Andrew James „Andy“ Baddeley; * 20. Juni 1982 in Upton, Metropolitan Borough of Wirral) ist ein britischer Mittelstreckenläufer, der sich auf die 1500-Meter-Distanz spezialisiert hat.
2005 gewann er bei der Universiade Silber. Im darauffolgenden Jahr startete er als Repräsentant Englands bei den Commonwealth Games in Melbourne, stürzte aber und wurde deshalb nur Zwölfter. Bei den Leichtathletik-Europameisterschaften in Göteborg wurde er über 1500 m Sechster.
2007 wurde er Neunter bei den Weltmeisterschaften in Osaka und Siebter beim Leichtathletik-Weltfinale, 2008 Achter bei den Olympischen Spielen in Peking, und 2009 erreichte er bei den Weltmeisterschaften in Berlin das Halbfinale.
2010 wurde er jeweils Sechster bei den Europameisterschaften 2010 in Barcelona und bei den Commonwealth Games in Neu-Delhi.
Andrew Baddeley wird von Andrew Hobdell trainiert und startet für den Harrow AC.

## Persönliche Bestzeiten
- 800 m: 1:46,32 min, 20. Juni 2007, Watford
  - Halle: 1:48,67 min, 11. Februar 2006, Sheffield
- 1000 m: 2:16,99 min, 7. August 2007, Stockholm
- 1500 m: 3:34,36 min, 3:49,38 min, 6. Juni 2008, Oslo (Zwischenzeit)
  - Halle: 3:40,6 min, 23. Januar 2010, New York City (Zwischenzeit)
- 1 Meile: 3:49,38 min, 6. Juni 2008, Oslo
  - Halle: 3:55,64 min, 23. Januar 2010, New York City
- 3000 m: 7:42,75 min, 9. September 2010, Mailand
  - Halle: 7:45,10 min, 26. Januar 2008, Boston
- 5000 m: 13:20,85 min, 4. März 2010, Melbourne